# Santajî Ghorpade

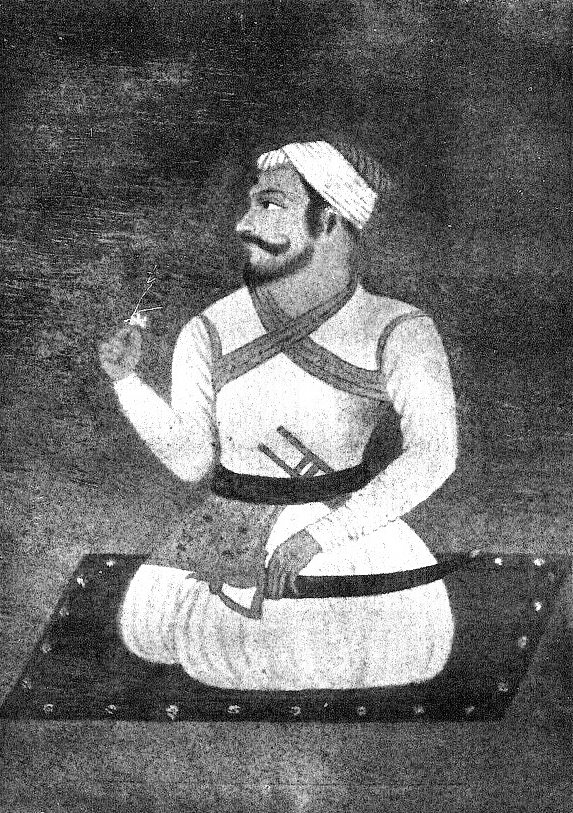
Santaji Mahaloji Ghorpade.

Santaji Mahaloji Ghorpade, également connu sous le nom de Santaji ou Santaji Ghorpade (v.1645-1697), est l'un des plus grands guerriers et un général en chef de l'Empire marathe durant le régime du Chhatrapati Rajaram. Sa technique de guerre est supposée excellente en dehors de celles de Shivaji et Bajirao, mais aussi implacable. Son nom est étroitement associé à Dhanaji Jadhav (en) avec qui il a réalisé des campagnes continues et terrifiantes contre l'armée moghole, de 1689 à 1696.
Santaji appartient à la célèbre famille des Ghorpade qui est l'ancienne branche généalogique commune au groupe des Bhonsale au sein du système clanique Marathe (en). Son année de naissance n'est pas connue, mais, il serait né autour de 1645. Santaji possédait un frère plus jeune Bahirji qui l'accompagna dans sa campagne du Karnataka en 1678. Sur son lit de mort, il nomma son frère pour lui succéder. Son père Mhaloji est mort durant la bataille de Sangameshwar (en) alors qu'il combattait avec les Moghols qui avait capturé Sambhaji.
Santaji s'est beaucoup investi dans la guerre d'indépendance marathe. Au début du régime de Rajaram en 1689, il avait atteint le rang d'officier Pancha Hajarice qui équivaut au rang de commandant d'une garnison de 5000 soldats. Durant deux ans, il a connu des succès notamment avec la bataille du fort de Panhala (en) contre le général Shekh Nizam, au service de Aurangzeb, en septembre 1689. En décembre 1690, Dhanaji et lui sont promus et placés respectivement sous la supervision de Shankaraji Narayan Gandekar (en) et Ramchandra Pant Amatyar (en). Ce duo a remporté plusieurs batailles contre les Moghols jusqu'en 1693.
En 1693, à la suite d'une longue négociation concernant la mise en liberté d'un général Moghol, Santaji se dispute avec Rajaram et quitte les lieux sans sa permission, ce qui permettra à Dhanaji de devenir provisoirement le chef des armées. Néanmoins, Santaji continue à obéir à ses devoirs. Ses désaccords avec son roi deviennent plus fréquents. En juin 1696, par ordre de Rajaram, Santaji est attaqué par Dhanaji pour cause de rébellion près de Vriddhachalam mais celui-ci part en retraite. À ce moment-là, il est officiellement renvoyé et toute son armée passe sous le commandement de Dhanaji.
En mars 1697, Dhanaji vainc Santaji à Dahigaon avec l'aide de Hanmantrao Nimbalkar.
Il meurt en juillet 1697, assassiné alors qu'il prenait un bain dans une rivière de la forêt de Karkala (en) (ou Karkal) par un général marathe du nom de Nagoji Mane qui fut séduit par Aurangzeb.
Jadunath Sarkar, un historien renommé de l'histoire des Marathes, donne un large aperçu dans son livre House of Shivaji de l'héroïsme et de la chute de Santaji Ghorpade. Il rapporte les propos de l'historien de l'Inde moghole Khafi Khan (en) du début du XVIIIe siècle : « Shanta avait l'habitude d'infliger de sévères punitions à ses partisans. Pour la moindre faute, il faisait en sorte que le contrevenant soit piétiné à mort par un éléphant ».

## Sources
- (en) Cet article est partiellement ou en totalité issu de l’article de Wikipédia en anglais intitulé « Santaji Ghorpade » (voir la liste des auteurs).